# Батальон «Телемарк»
Батальон «Телемарк» (норв. Telemark bataljon, TMBN) — основное механизированное формирование сухопутных войск Норвегии. 
Батальон был сформирован в 1993 году, и с момента сформирования входит в состав бригады «Норд», с того же года он расквартирован в городе Рена (фюльке Иннландет). «Телемарк» так же входит в состав сил быстрого реагирования НАТО.

## История
Батальон был сформирован в 1993 году и по своей структуре был моторизованной пехотой, первоначальной задачей которого входила незамедлительная защита суверенности и суверенитета Королевства Норвегия. Батальон был размещён на юге Норвегии, и в большей своей части был укомплектован призывниками.
В 1996 году батальон вошёл в состав новообразованной механизированной бригады «Норд».
В период с 1997 года по 1999 год батальон находился в Боснии и Герцеговине с остальными войсками SFOR, где все солдаты срочники могли подписать контракт на два — три года военной службы, так как военкоматы не пополнялись новыми новобранцами.
В 2002 году батальон был передислоцирован на новую базу в город Рена, там же и был преобразован в механизированный батальон, получил собственное знамя и начал с ним функционировать с 1 июля 2003 года.
23 мая 2004 года в рамках норвежской миротворческой миссии ISAF в Афганской войны, была понесена первая потеря, был убит в бою гренадер Томми Рёднингсбю.
В 2008 году батальон участвовал в операции «Карез».
За все время Афганской войны батальон потерял только двух человек убитыми, первым был Томми Рёднингсбю, а второй солдат погиб в 2010 году.

## Организация и обязанности
- 1-я танковая рота: танковое подразделение, оснащённое основными танками Leopard 2;
- 2-я бронекавалерийская рота: разведывательное подразделение, оснащённое БМП CV9030, вездеходами и различным оборудованием, таким как беспилотные летательные аппараты и так далее;
- 3-я механизированная рота: оснащена БМП CV9030;
- 4-я механизированная рота: оснащена БМП CV9030;
- 5-й эскадрон сотрудничества и поддержки: подразделение боевого обеспечения состоящая из миномётного, медицинского, ремонтного взвода и взвода связи.

Кроме этого, батальон часто проводит учения с остальными норвежскими силами быстрого реагирования. В частности производит незамедлительную поддержку личного состава регулярной армии, начиная с артиллерии и заканчивая военной полицией.

## Участие в боевых действиях
Батальон был использован в следующих зарубежных представительствах и миссиях по поддержанию мира:
- 1997—1999 — миротворческая миссия войск SFOR в Боснийской войне, они дислоцировались в Сараево;
- 1999—2002 — миротворческая миссия KFOR в Косовской войне, они дислоцировались в Приштине;
- 2003 — переброска и участие в Иракской войне;
- 2003—2012 — миротворческая миссия войск ISAF в Афганской войне, они дислоцировались в Кабуле, Мазари-Шариф и Меймене.

## Боевой клич
В 2010 году газета «Dagbladet» опубликовала видео командира роты Рюне Веннеберга, демонстрировавшего ведущий боевой клич «К Вальхалле!» (англ. To Valhalla!, норв. Til Valhall!), бойцы подразделения к его крику добавили "….(неразборчиво) охотники. Но ты хищник. Талибан будет добычей. К Вальхалле! " (англ. [inaudible] are hunters. But you are the predator. Taliban is the prey. To Valhalla!, норв. ...Dere er rovdyret, Taliban er byttet. Til Vallhall!).

## Известные военнослужащие
- Военнослужащие батальона Джошуа Фрэнч[англ.] и Тьюстолф Мулан[англ.] согласно военному трибуналу были задержаны в мае 2009 года, по обвинениям в убийстве, в шпионаже и формировании преступной группы по сговору на территории ДР Конго.[5][6] Мулан умер в камере для смертников будучи заключенным,18 августа 2013 года в возрасте 32 лет[7], а Фрэнч был обвинён в предумышленном убийстве своего боевого товарища и сокамерника. Дальнейшая судьба Фрэнча не известна.
- Эмиль Йохансен[8]— норвежский писатель, автор книги «Братья и кровь» (норв. Brødre i blodet).
- Рюне Веннеберг[норв.] — норвежский унтер-офицер и предварительно командир роты, награждался множеством наград.
- Аслак Нур[норв.] — норвежский писатель, журналист и редактор издательства «God is Norwegian» (норв. Gud er norsk).[9]
- Эспен Хаугелан — в 2016 году был награждён боевым орденом «Военный крест с мечом».[10]

## Галерея

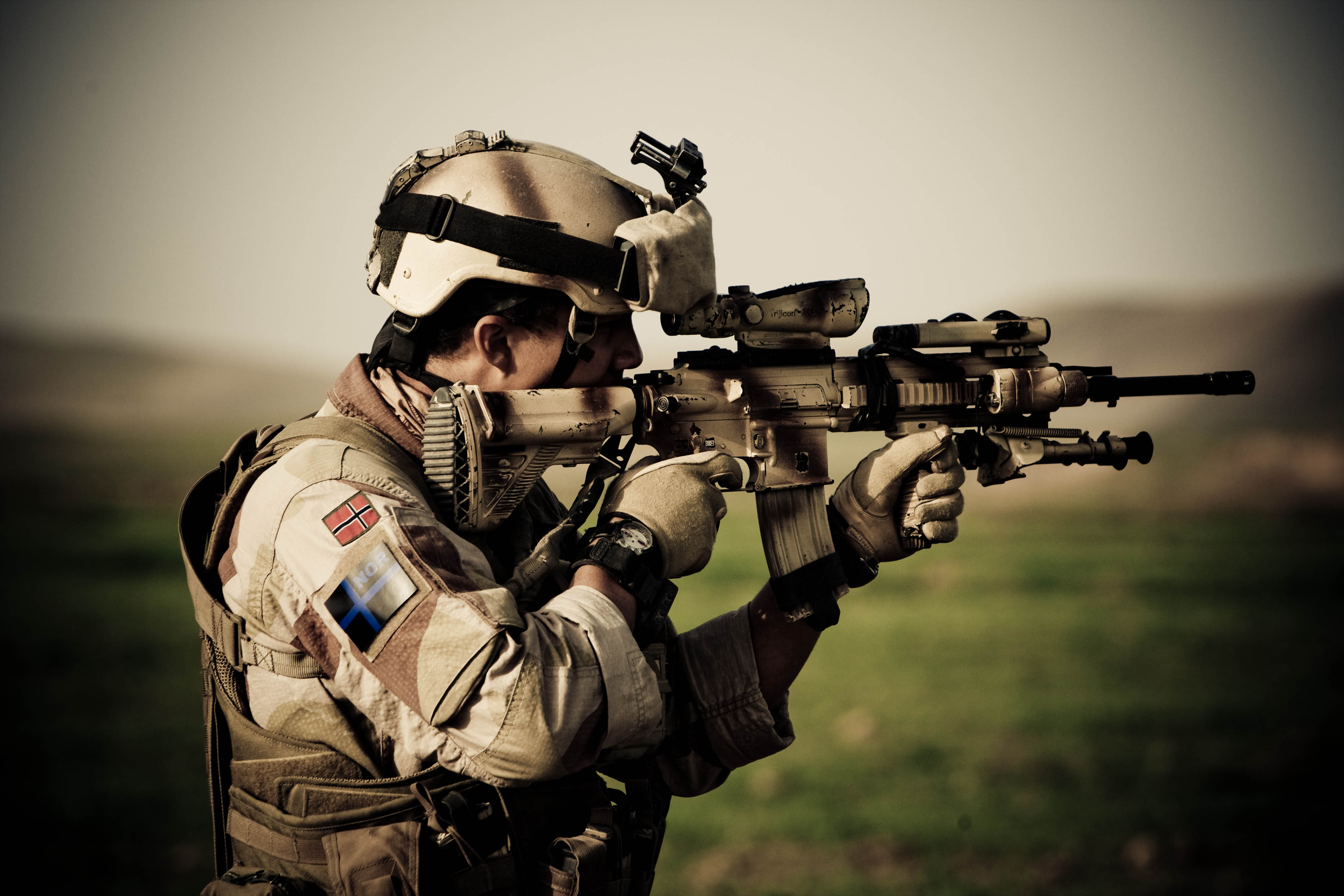
Боец TMBN в Афганистане
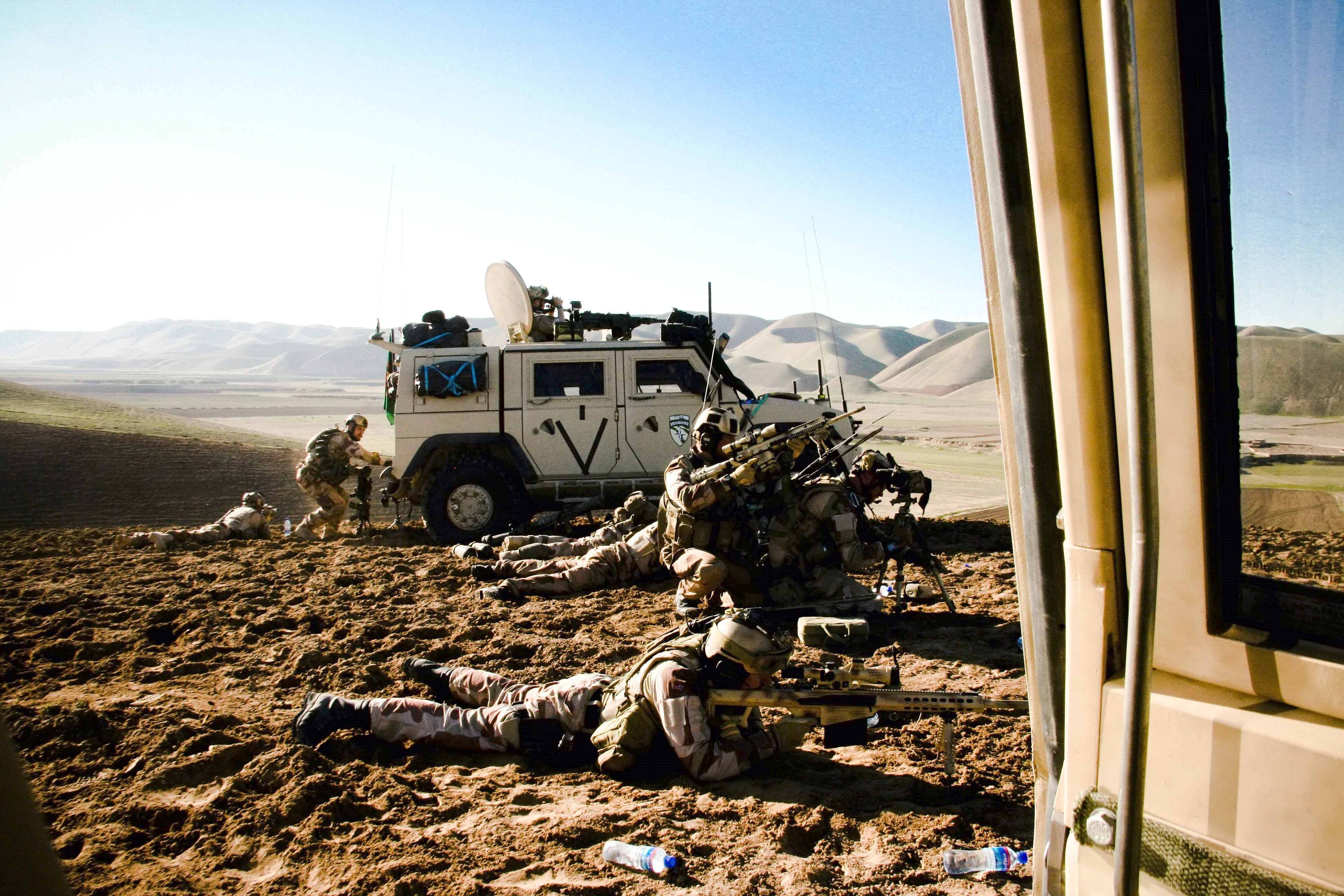
Бойцы TMBN в полной боевой разгрузке
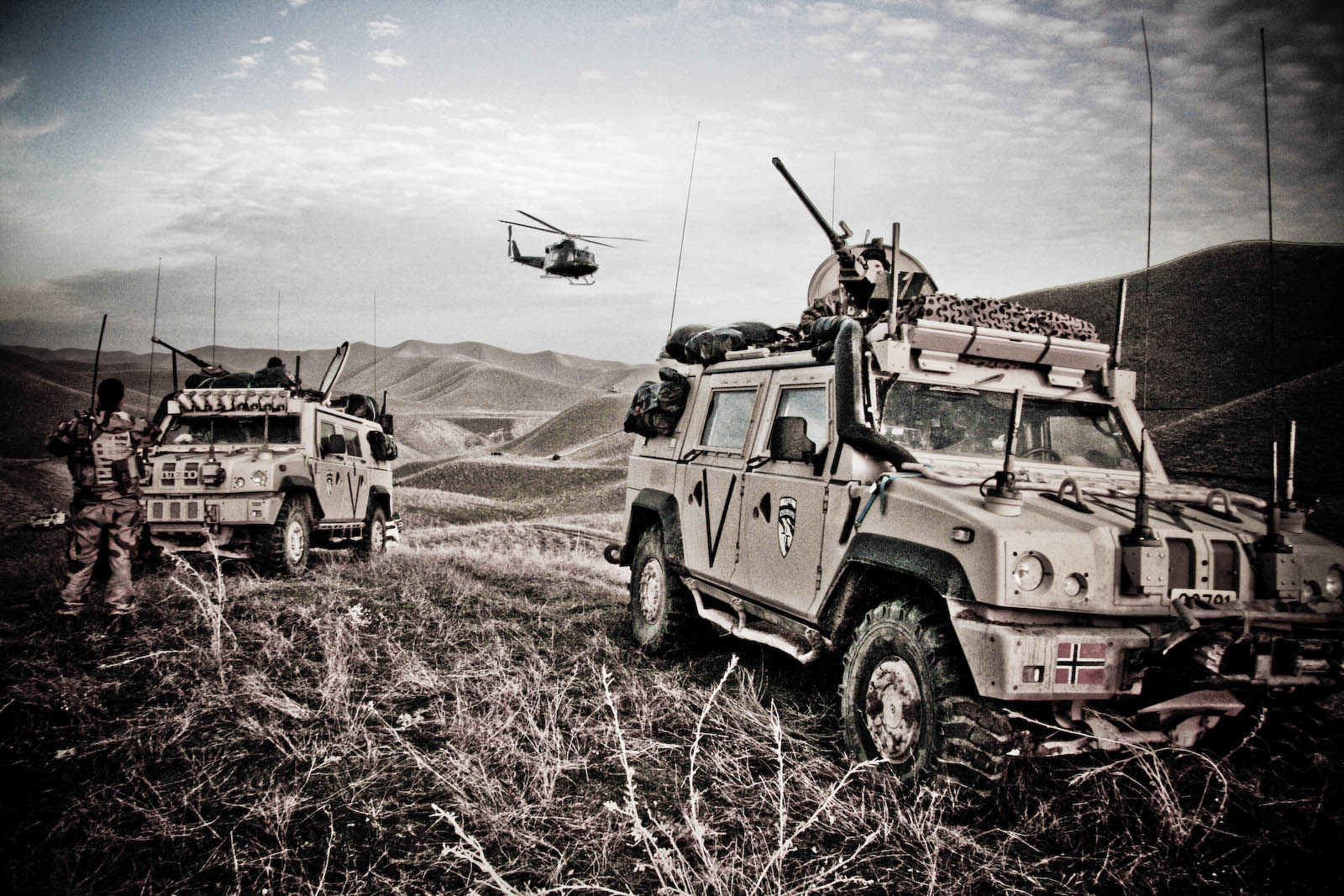
многоцелевой бронеавтомобиль Iveco LMV состоящий на вооружении TMBN
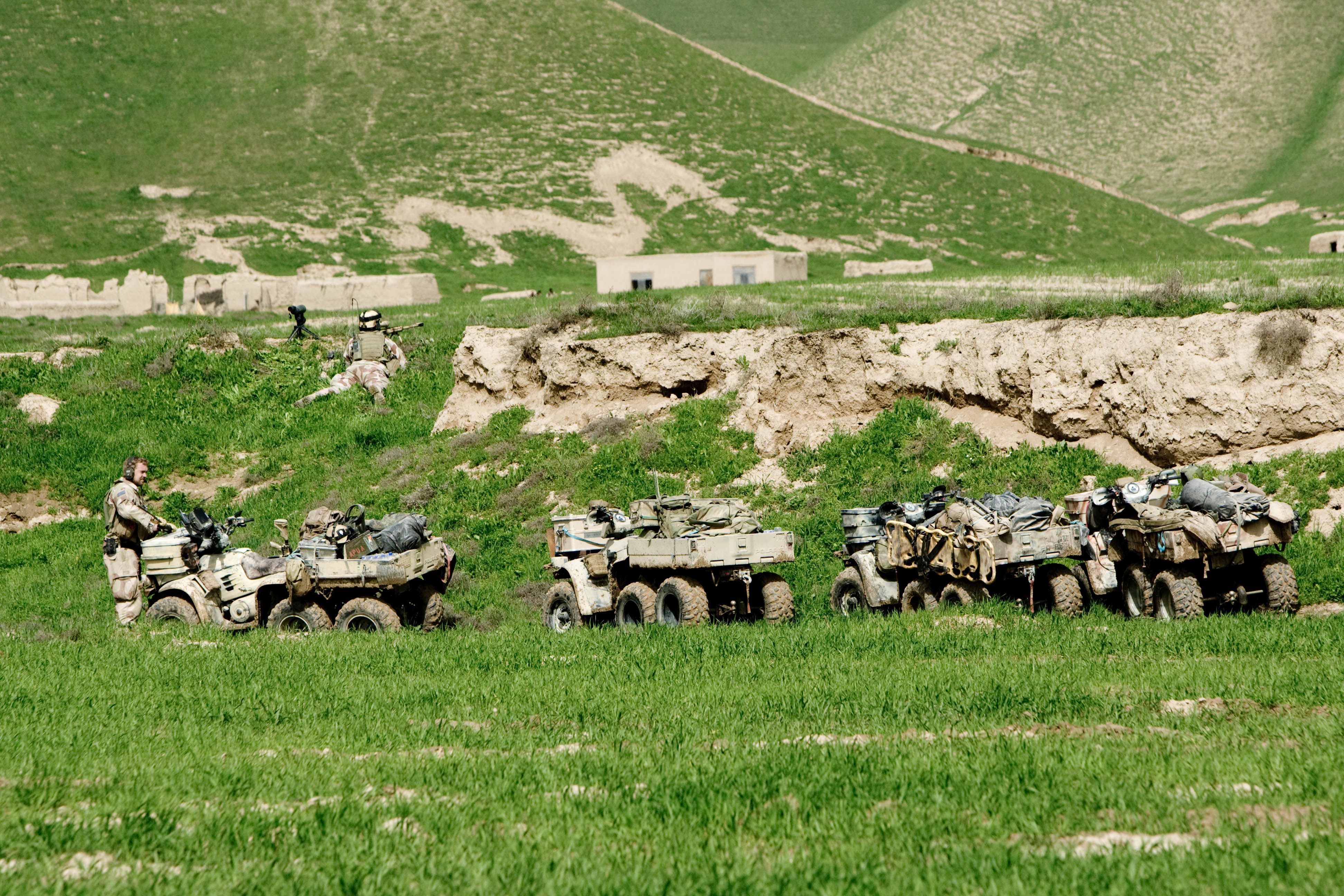
Норвежские солдаты в Афганистане также передвигались с помощью мотовездеходов(all-terrain vehicle, ATV)
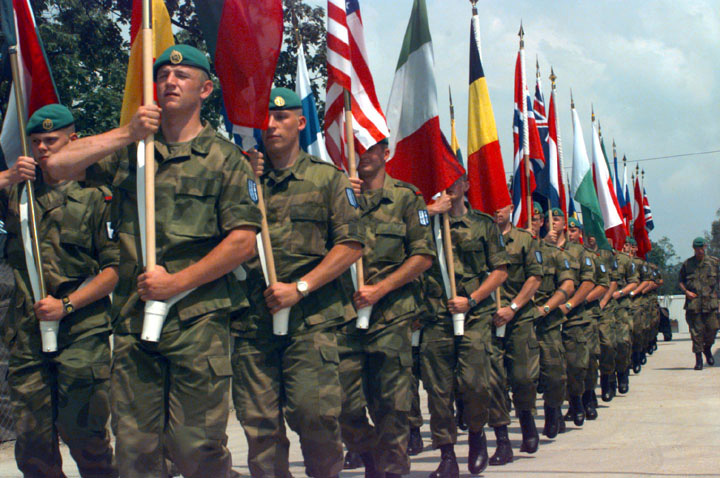
Батальон в SFOR, в составе миротворческих сил в Боснии, в 1998 году.
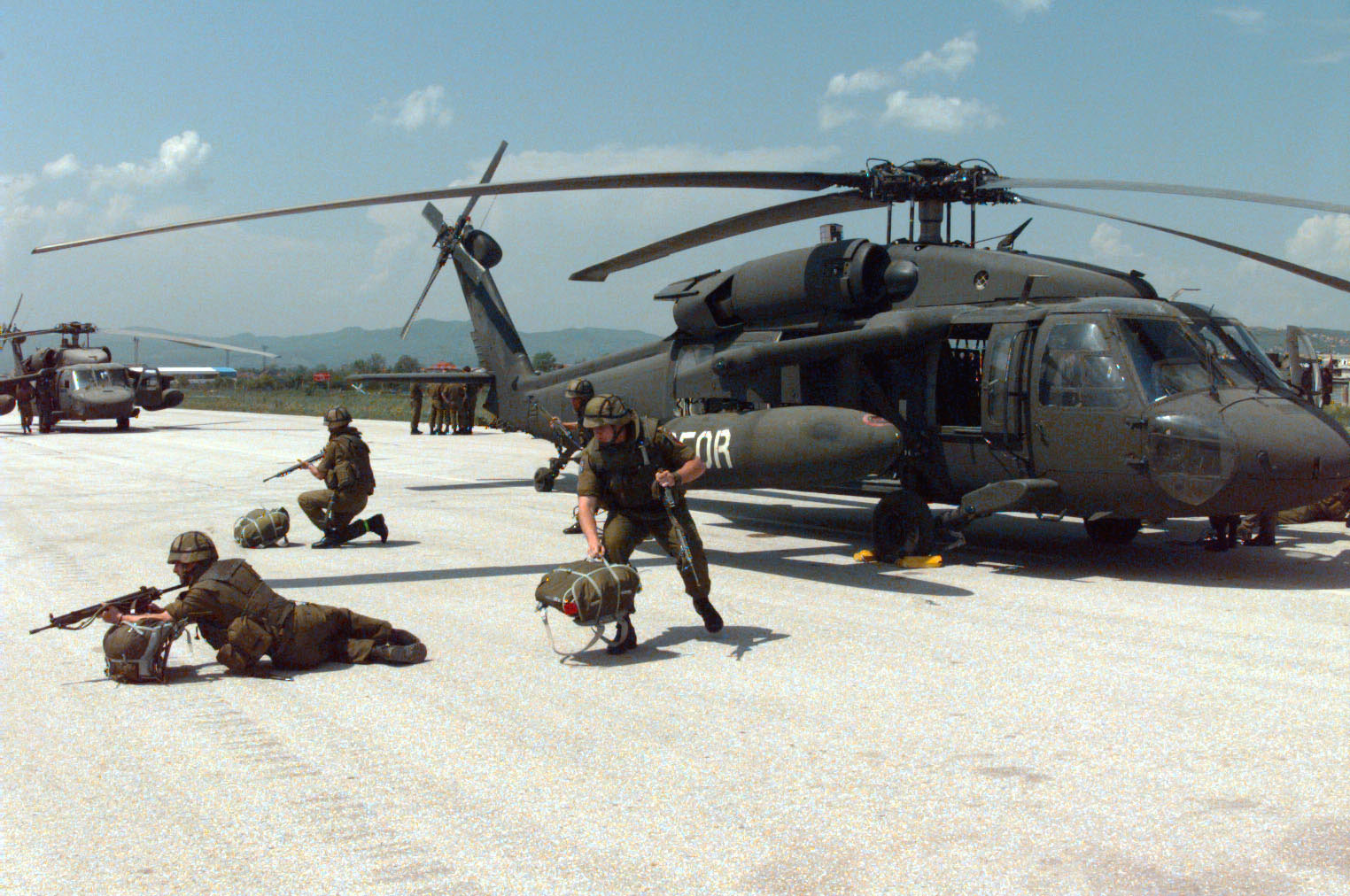
солдаты TMBN высаживаются на координированных учениях с американских вертолетов Sikorsky UH-60 Black Hawk.
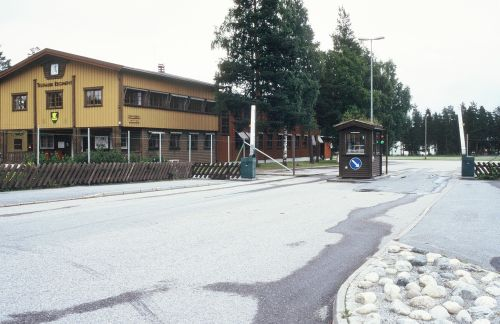
Старый военный лагерь Heistadmoen.
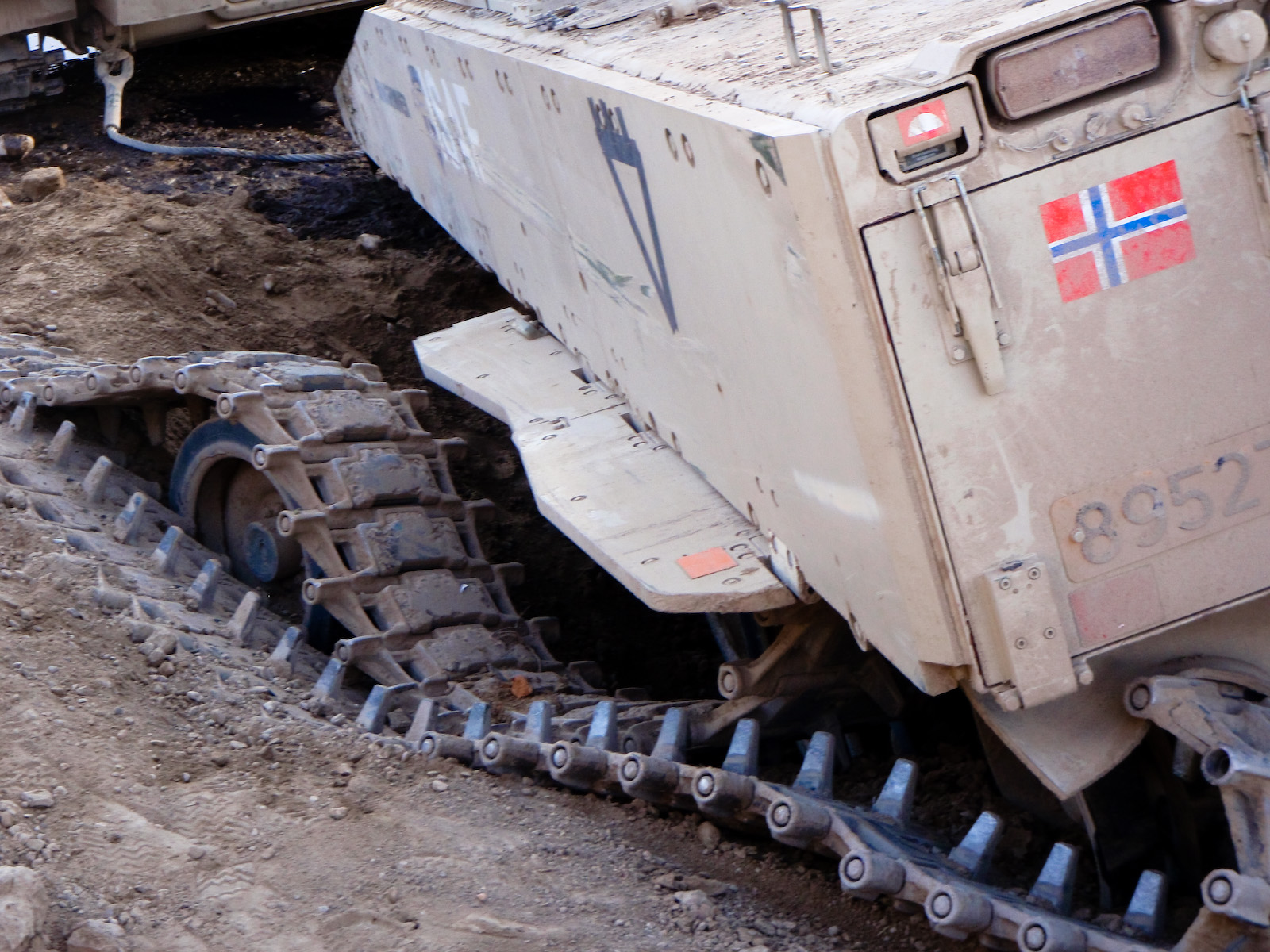
фото подбитого Strf 9030
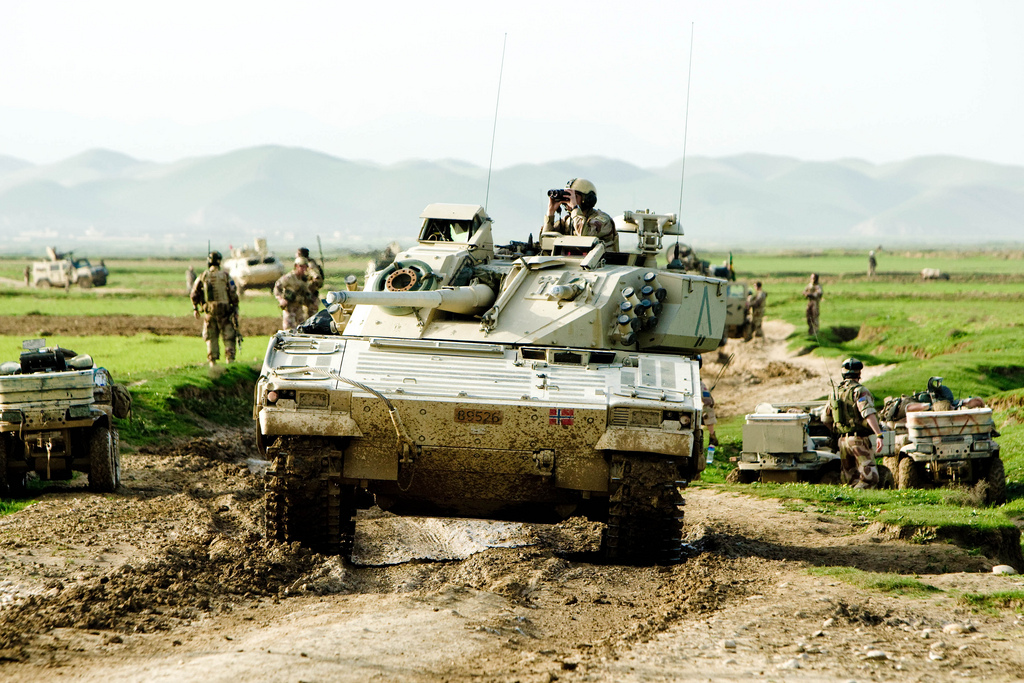
Норвежская CV 9030NF1 в Афганистане, март 2010.
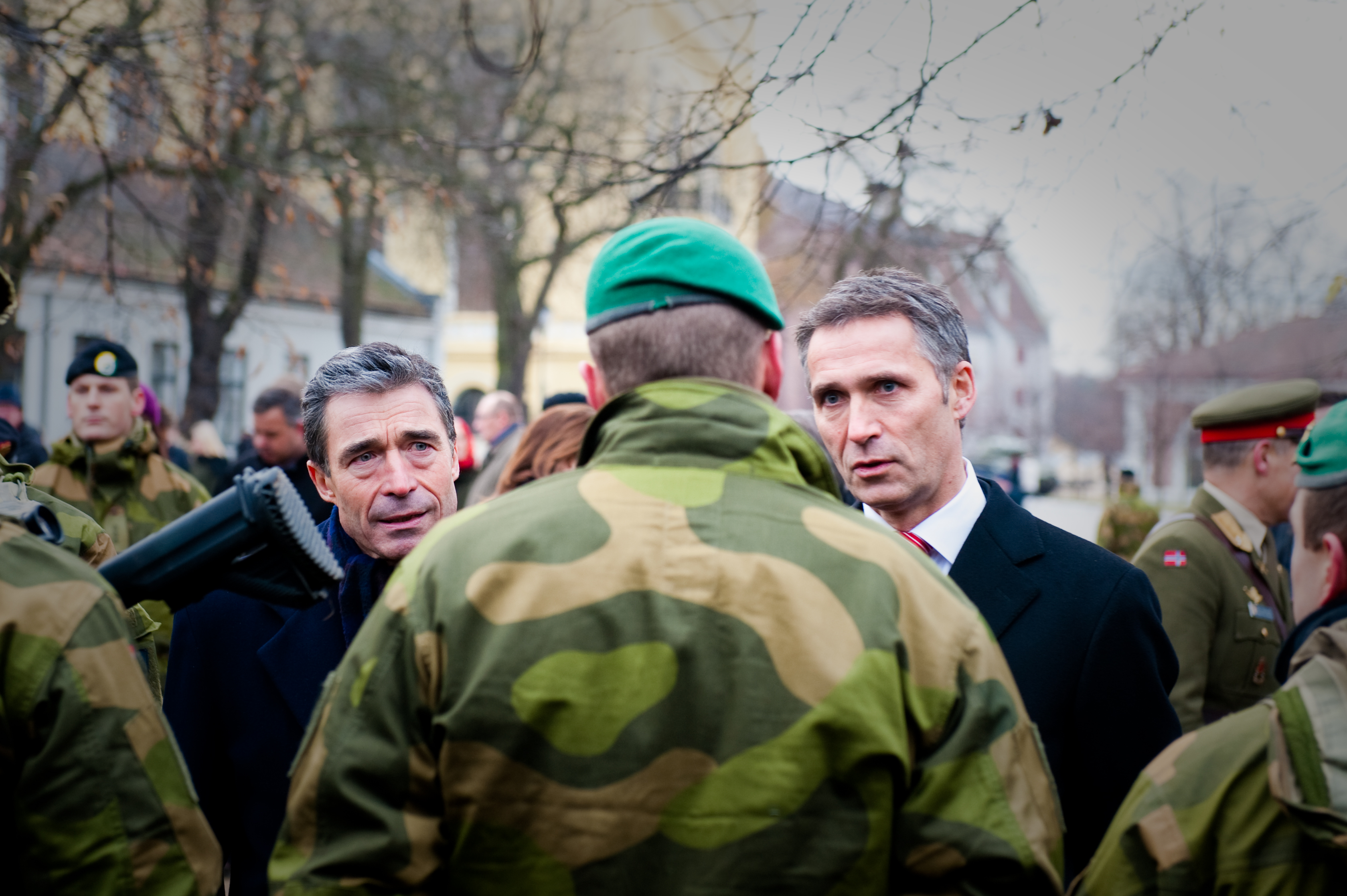
Генеральный секретарь НАТО Йенс Столтенберг (справа) и его предшественник  Андерс Фог Расмуссен (слева), разговаривают с бойцами TMBN в Осло.